# Пирин
Пири́н — горный массив, расположенный на юго-западе Болгарии, пролегает между реками Струма и Места. Длина массива около 75 км, высочайшая вершина — гора Вихрен (2914 м). Пирин — один из высочайших горных хребтов в Болгарии, он включает в себя 45 вершин высотой 2600 м и выше. Горы занимают площадь, равную приблизительно 1210 кв. км.

## Рельеф

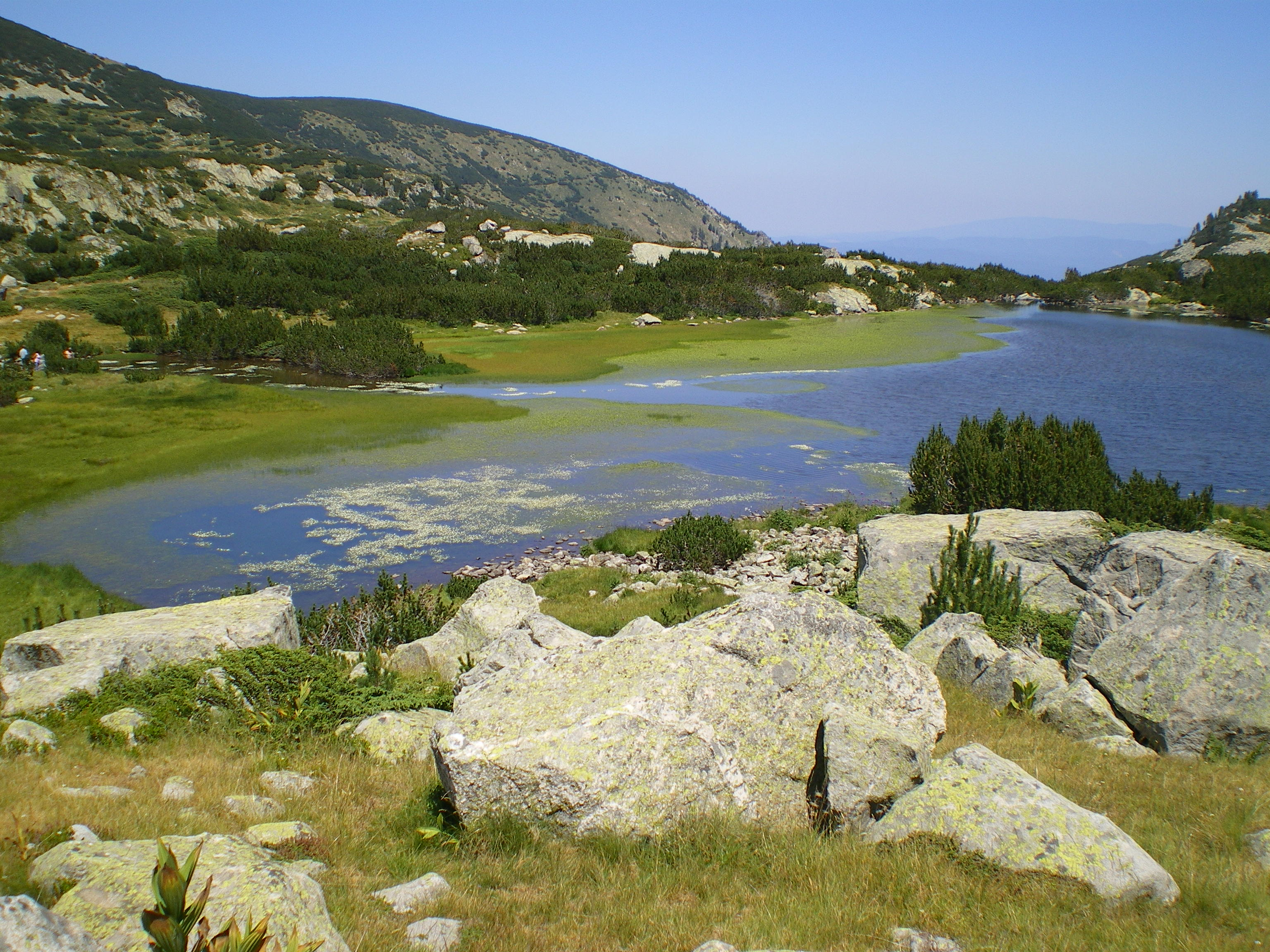

В результате оледенения рельеф гор приобрел альпийские формы (склоны крутые и скалистые, водоразделы и вершины острые и зазубренные). В ущельях Пирина есть множество озёр (самое большое — Попово озеро).
Горы Пирина состоят в основном из таких пород как гранит и мрамор.
Пирин делится на три части — Северный, Средний и Южный. Северный Пирин занимает наибольшую площадь и располагается между седловинами (понижением между вершинами горного хребта) Предел на севере и Тодорова Поляна на юге. Его высшая точка — гора Вихрен. Средний Пирин ограничивается седловинами Тодорова Поляна и Попови Ливади. Южный Пирин простирается на юг от Поповы Ливади до Парильската Седловина. Он занимает бо́льшую площадь, чем Средний Пирин, но имеет более низкий характер рельефа.

## Климат
Климат в Пирине высокогорный со средиземноморским влиянием и преобладанием западных и юго-западных ветров. Делится на 3 климатических пояса — нижнегорье (до 1000 м н.у.м), среднегорье (от 1000 до 1600 м) и высокогорье (выше 1600 м). Осадков выпадает 600—1000 мм в год, самое большое количество осадков выпадает в ноябре-декабре. Зимой имеют место обильные снегопады.

## Флора и фауна
До высоты 2000 м расположены горные леса (в нижнем поясе — дубовые, грабовые, буковые, в верхнем — преимущественно сосновые), выше — сосново-можжевеловый стланик, горные луга.
В верхней части горы расположен Национальный парк Пирин, находящийся под охраной ЮНЕСКО. Благодаря средиземноморскому климату местность богата растительностью и животными. Здесь произрастают некоторые редкие виды растений, например эдельвейс, пиринский мак. В горах также разводят овец, крупный рогатый скот.
В Пирине находится самое старое дерево в Болгарии и одно из самых старых в мире — Сосна Байкушева. Её возраст по меньшей мере 1300 лет.

## Туризм
Пирин популярен среди альпинистов, здесь есть и сложные маршруты для профессионалов, и маршруты, которые сможет преодолеть начинающий. Также есть возможности для занятий горнолыжным спортом (например, курорт Банско). Популярны среди приезжих и минеральные источники (например, курорт Сандански).